# Паола Малатеста
Паола Аниезе Малатеста или Паола от Мантуа (на италиански: Paola Agnese Malatesta, Paola di Mantova; * 1384/1393, Пезаро, Папска държава; † 1453, Мантуа, Маркграфство Мантуа) от рода Малатеста, е чрез женитба господарка на Мантуа (18 януари 1410 – 22 септември 1433) и маркграфиня на Мантуа (22 септември 1433 – 23 септември 1444).
Тя е жена с много остър интелект и има важна роля в двора на Гонзага. По молба на Бернардин от Сиена, който я посещава през 1418 г., строи около 1420 г. църквата с прилежащия манастир „Санта Паола“ в Мантуа, поръчана за францисканските кларисинки, в който се оттегля след смъртта на съпруга си през 1444 г.

## Произход
Тя е дъщеря на кондотиерa Малатеста IV Малатеста (* 1370, † 1429) от Дом Малатеста, господар на Пезаро, Фосомброне, Тоди, Нарни, Йези, Градара, Орте и Акуаспарта, и съпругата му Елизабета да Варано (* 1367, † 1405). По бащина линия е внучка на Пандолфо II Малатеста, господар на Пезаро, и Паола Орсини, аристократка от рода Орсини, а по майчина – на Родолфо II да Варано, господар на Камерино, и на Камила Киавели, аристократка от рода Киавели, господари на Фабриано. Има четири братя и две сестри:
- Галеацо (* 1385, † 1452), господар на Пезаро, от 14 юни 1405 съпруг на Батиста, дъщеря на граф Антонио II да Монтефелтро
- Карло (* 1390, † 1438), господар на Пезаро, от 1428 г. съпруг на Витория Колона, племенница на папа Мартин V
- Тадеа († 1427)
- Пандолфо (* 1390, † 1441), архиепископ на Патра (1424 – 1441)
- Галеото (* 1398, † 1414), кондотиер
- Клеофе († 1433), от 21 януари 1421 г. съпруга на Теодор II Палеолог, деспот на Мореа, брат на византийския император Константин XI Палеолог.

## Биография

### Начални години
Датата на раждането ѝ условно се счита 1393 г. За детството на Паола не се знае почти нищо. Голямо влияние върху формирането ѝ оказва личността на баща ѝ – поет и кондотиер, който носи прозвището „Малатеста на сонетите“ (на итал. Malatesta dei Sonetti). През целия си живот тя поддържа близки отношения с роднините си и им помага с каквото може.

### Брак с Джанфранческо I Гонзага
На 22 август 1409 г. в Пезаро е сключен брачен договор между Паола Аниезе и Джанфранческо (* 1395, † 1444) от Дом Гонзага, пети капитан на народа и първи маркграф на Мантуа от 1433 г. Съюзът продължава традицията на браковете между двата рода. Маргерита, покойната майка на младоженеца, също произхожда от Дом Малатеста, господари на Римини. В замяна на зестра от 5000 златни флоринa Паола се отказва от правата си на наследство. На 18 януари 1410 г. в Мантуа се състои официалната брачна церемония. Скоро след сватбата тя получава двоен герб, който включва гербовете на домовете на нейния баща и съпруг.
Въпреки че Паола предава на потомците на Дом Гонзага гърбица – генетичен дефект, характерен за членовете на Дом Малатеста) и проблемите със зестрата на булката, чието изплащане продължава през целия ѝ живот, бракът е щастлив.
Двамата имат седем деца. През 1423 г. Паола и нейният съпруг канят хуманиста Виторино де Рамбалдони, известен също като Виторино да Фелтре, в Мантуа и той става учител и наставник на децата им. За целта му предоставят сградата на танцовия дом (на итал. Ca' Zoiosa), в който хуманистът основава школа.
Паола защитава мира в семейството и в случай на конфликти между съпруга и децата си по всякакъв начин допринася за тяхното помирение. Така с нейните усилия най-големият ѝ син Лудовико е възстановен в правата си на наследство. Когато най-малката ѝ дъщеря Чечилия предпочита живота на монахиня пред изгодния брак с бъдещия херцог на Урбино Одантонио да Монтефелтро, с което предизвиква гнева на баща си, Паола се съгласява с избора ѝ и я подкрепя, но я благославя за монашеския ѝ обет едва след смъртта на съпруга си. И в двата случая маркграфинята разчита на подкрепата на учителя на децата си, с когото я свързва силно приятелство.

### Маркграфиня
Според съвременниците Паола има остър ум и силен характер. Тя е усърдна домакиня и внимателно следи всички приходи и разходи на семейството, както свидетелстват запазените записи в нейните счетоводни книги. Тя помага на съпруга си да укрепи властта на Дом Гонзага в Мантуа. Успява да се отърве от влиятелната фамилия Албертини, чиито членове са съветници на съпруга ѝ. През 1413 г., в конфликт между партия, водена от Карло и Пандолфо Малатеста, срещу проимперската и антивенецианска партия, водена от Карло Албертини, капитанът на народа и господар на Мантуа е склонен да застане на страната на императора, за да получи титлата „маркграф“. Но на 26 март 1414 г. неочаквано е открит заговор, ръководен от сем. Албертини, които възнамеряват да изгонят сем. Гондзага от Мантуа. След това Джанфранческо изоставя своите съветници и заема провенецианска позиция. Конфискуваното от него имущество на заговорниците укрепва финансовото положение на Гонзага. От така получените средства господарят на Мантуа дава на съпругата си значителна награда в дукати за помощта ѝ при разкриването на заговора. От този момент нататък Паола е единственият му съветник. Той поверява управлението на феода на нея, когато отсъства по военни и политически дела във Венецианската република. Самата Паола се радва на голямо уважение от Венеция, както се вижда от тържествения прием, организиран в нейна чест от Сената на Венецианската република в Падуа.
Паола също насърчава близките отношения между Мантуа и Светия престол. По време на нейното управление папите Йоан XXIII и Мартин V посещават града през 1414 – 1419 г. Още по-близки са отношенията ѝ с францисканските монаси. Паола допринася за разпространението на обсервацията в манастирите на ордена на територията на Сеньория Мантуа. След среща с Бернардин от Сиена през 1418 г. в манастира „Св. Франциск“ в Мантуа тя основава манастира „Корпус Кристи“ в града, прехвърляйки го на монахините-кларисинки. Изграждането на манастира е извършено с благословията на папа Мартин V, който издава шест були по този повод. По същото време, до манастира, тя строи църквата „Св. Паола“. По нейна покана по време на Великия пост през 1420 г. Бернардин от Сиена проповядва в Мантуа. След това Паола, след като получава още осем були, основава три манастира на монахините кларисинки и четири манастира на францисканските монаси, придържащи се към обсервация.
На 6 май 1433 г., с указ на император Сигизмунд, който е в Парма на път за Рим, съпругът ѝ Джанфранческо става първият маркграф на Мантуа. След него Паола получава титлата „Маркграфиня на Мантуа“.

### Последни години и смърт
След смъртта на съпруга си през 1444 г. тя се оттегля в манастира „Корпус Кристи“, който става известен като манастира на Св. Паола по името на църквата към него. Синът ѝ Лудовико, който наследява баща си, ѝ осигурява прилична месечна издръжка. Най-малката ѝ дъщеря Чечилия, монахиня, вече е в този манастир.
През последните години от живота ѝ здравословните ѝ проблеми се влошават. Последният запис за нея е от пролетта на 1452 г. Точната дата на смъртта ѝ не е известна. Запазен е запис на опис на личното имущество на Паола през юли 1453 г., което ни позволява да заключим, че тя е починала в Мантуа в самото начало на 1453 г. Тя е погребана в църквата „Св. Паола" в монашеско расо, според нейното завещание. В Мартирологията на францисканците тя е почитана като блажена. Въпреки че самата Паола не дава монашески обети, нейна праправнучка става монахиня в основания от нея манастир „Св. Паола“ и приема името ѝ.

## Брак и потомство
∞ 22 август 1409 в Пезаро за Джанфранческо I Гонзага (* 1395, Мантуа; † 25 септември 1444, Мантуа), 5-ти народен капитан на Мантуа (1407 – 1433), до 1433 г. господар на Мантуа, първият маркграф на Мантуа (1433 – 1444), кондотиер, от когото има шест сина и две дъщери:
- Луиджи (Лудовико) III Гонзага 'Турчина' (* 5 юни 1412, † 11 юни 1478), кондотиер, венециански патриций, 2-ри маркграф на Мантуа с името Лудовико III (от 1444); ∞ 1433 за Барбара фон Бранденбург (* 1423; † 7 ноември 1481, Мантуа), принцеса, дъщеря на маркграф Йохан „Алхимиста“ от Бранденбург-Кулмбах († 1464, Хоенцолерни), племенница на император Сигизмунд Люксембургски, от която има единадесет деца. Има и две извънбрачни деца.
- Карло Гонзага (* 1413/1423, † 21 декември 1456), кондотиер, венециански патриций, господар на Лудзара, Сабионета, Боцоло, Сан Мартино дел'Арджине, Гацуоло, Виадана, Судзара, Гондзага, Реджоло, Изола Доварезе и Ривароло (1444); ∞ 1. 1437 за Лучия д’Есте (* 24 март 1419, † 28 юни 1437), дъщеря на маркграф Николо III д’Есте († 1441) от Модена (Дом Есте), от която няма деца 2. 1445 за Рингарда Манфреди, от която има един син и една или три дъщери. Има и три или пет извънбрачни деца.
- Маргерита Гонзага (* 1418, Мантуа; † 7 юли 1439, Говерноло), венецианска патриция, маркиза на Ферара, ∞ януари 1435 за Леонело д’Есте (* 1407, † 1450), маркграф на Ферара, господар на Модена, Реджо, Полезине и Гарфаняна, от когото има един син.
- Родолфо Гонзага (* 1420, † малко след това)
- Джанлучидо Гонзага (* 1421, Мантуа; † 11 януари 1448, Черезара), венециански патриций, студент по право в Павия и апостолически протонотариус. След смъртта на баща си става господар на Волта, Кавриана, Черезара, Сан Мартино Гузнаго (дн. подселище на Черезара), Пиубега, Родиго и Кастеларо;
- Федерико Джован Франческо Гонзага (* 1422, † малко след това)
- Чечилия Гонзага (* 18 януари 1425, Мантуа; † 3 ноември 1451, пак там), венецианска патриция, монахиня в манастира „Санта Киара“ в Мантуа
- Алесандро Гонзага (* 26 август 1415, Мантуа; † 16 януари 1466, Мантуа), венециански патриций, господар на Медоле и на Остиано (1444), маркграф на Кастел Гофредо, Кастильоне и Солферино (1444 – 1446), ∞ 1466 за Аниезе да Монтефелтро († 16 декември 1447), дъщеря на Джидантонио да Монтефелтро, граф на Урбино, от която няма деца.